# Sânmihaiu Almașului
Sânmihaiu Almașului é uma comuna romena localizada no distrito de Sălaj, na região histórica da Crișana (parte da Transilvânia). A comuna possui uma área de 64.82 km² e sua população era de 1777 habitantes segundo o censo de 2007.